# Samba (Luanda)
Samba é uma cidade e município da província de Luanda, em Angola.
Tem 345,3 km² e cerca de 54 mil habitantes. Limita-se a norte com o município de Ingombota, a leste com os municípios de Ingombota, Maianga e Quilamba Quiaxi, a sul com o município de Talatona, e a oeste com a baía do Mussulo e o Oceano Atlântico.
Até 2011 foi um dos nove municípios que constituiam a área urbana cidade de Luanda, na província do mesmo nome, em Angola, quando tornou-se um distrito urbano da cidade de Luanda. Em 2024 recuperou seu estatuto de município.
Subdivide-se nos bairros de Rocha Pinto, Prenda, Gameque (Gamek), Morro Bento, Mabunda e Corimba.
Ao mesmo tempo em que é um município, Samba forma parte da área da cidade Luanda, a capital nacional; assim, Samba é parte da cidade de Luanda.